# Косовско-Митровицкий округ
Косовско-Митровицкий округ (серб. Косовско-митровачки округ, алб. Rajoni i Mitrovicës) —  административный округ в Косово. Центр округа — город Косовска-Митровица. 
В состав округа входит также  северная часть Косова, в значительной части не контролируется властями частично признанной Республики Косово. Северное Косово занимает полностью три северных общины края: Лепосавич, Звечан и Зубин-Поток, а также сравнительно небольшую часть общины Косовска-Митровица за северным берегом реки Ибар. Город Косовска-Митровица также разделен на сербскую и албанскую части по реке Ибар.

## Общины
Косовско-Митровицкий округ включает 6 общин, которые объединяют 335 населённых пункта.
| № | Община             | Площадь, км² | Число населённых пунктов |
| - | ------------------ | ------------ | ------------------------ |
| 1 | Вучитрн            | 353          | 67                       |
| 2 | Звечан             | 123          | 35                       |
| 3 | Зубин-Поток        | 328          | 63                       |
| 4 | Косовска-Митровица | 336          | 49                       |
| 5 | Лепосавич          | 539          | 71                       |
| 6 | Србица             | 374          | 50                       |
|   | ВСЕГО              | 2054         | 335                      |

## Города
- Вучитрн
- Звечан
- Зубин-Поток
- Косовска-Митровица
- Лепосавич
- Србица

## Население
На территории округа проживает 275,9 тыс. человек